# Red Siren
Red Siren ist ein Actionfilm des französischen Drehbuchautors und Filmregisseurs Olivier Megaton aus dem Jahr 2002.

## Handlung
Die zwölfjährige Alice kommt auf eine Polizeiwache und beschuldigt ihre Mutter, die einflussreiche Waffenhändlerin Eva, des Mordes an ihrem Kindermädchen. Einzig die Polizistin Anita glaubt ihr, darf aber auf Anweisung ihres Chefs nicht ermitteln, sondern soll Alice zu einem Psychologen bringen. Alice flieht aus der Wache und wird von zwei vor dem Gebäude wartenden Mitarbeitern Evas verfolgt. Auf der Flucht versteckt sie sich im Auto des Auftragskillers Hugo, der ihr hilft ihren Verfolgern zu entkommen. Als Alice ihm erzählt, dass sie nach Portugal zu ihrem dort lebenden Vater Travis möchte, beschließt Hugo, sie dorthin zu bringen.
Inzwischen ist auch Anita auf der Suche nach Alice nach Portugal gereist. Sie übernachtet, ohne es zu wissen, im selben Hotel wie Hugo und Alice. Nachdem dort von Eva beauftragte Söldner versucht haben, Hugo zu töten, kommt es zu einer wilden Schießerei, in deren Verlauf Anita einen der Angreifer tötet. Am nächsten Morgen ist Alice verschwunden, sie hat sich allein auf die Suche nach ihrem Vater gemacht. Anita und Hugo nehmen gemeinsam die Verfolgung auf.
Schließlich kommt es in Travis Werkstatt zum Showdown, in dessen Verlauf Evas Männer getötet werden und Alice ihre Mutter erschießt.

## Hintergrund
Red Siren wurde in den Niederlanden, in Paris und in Portugal in Carrasqueira, Covilhã, Lissabon, Porto Alto, Sintra sowie auf Tróia gedreht. Der Film wurde in Frankreich am 21. August 2002 veröffentlicht.

## Score
Neben der von Nicolas Bikialo komponierten Filmmusik sind folgende Songs im Film zu hören:
- Rammstein – Sonne
- Sonia De Meglio – Dragon’s Tear
- Goldfrapp – Deer Stop
- Norman Maine – Abuglub Abugluba
- Roberto Pregadio – Eva La Vénérée Selvaggia
- Sonia De Meglio – Black Cloud
- Dead Can Dance – How Fortunate The Man With None

## Rezeption
Das Lexikon des internationalen Films kritisiert, dass der „handwerklich solide Actionfilm […] sich ausschließlich auf Oberfächenreize [konzentriert] und […] die innere Spannung zwischen den Personen [vernachlässigt].“